# Neustadt am Rennsteig
Neustadt am Rennsteig es una villa y antiguo municipio situado en el distrito de Ilm, en el estado federado de Turingia (Alemania), a una altitud de 800 metros. Desde el 1.° de enero de 2019, forma parte del municipio Großbreitenbach.
Su población a finales de 2016 era de unos 900 habitantesy su densidad poblacional, 50 hab/km².
Se encuentra ubicado a poca distancia al sur de la ciudad de Erfurt, la capital del estado.